# کودروشچزنا
کودروشچزنا (به لهستانی:  Kuderewszczyzna) یک روستا در لهستان است که در گمینا دانبرووا بیاووستوتسکا واقع شده‌است.